# Gentilino

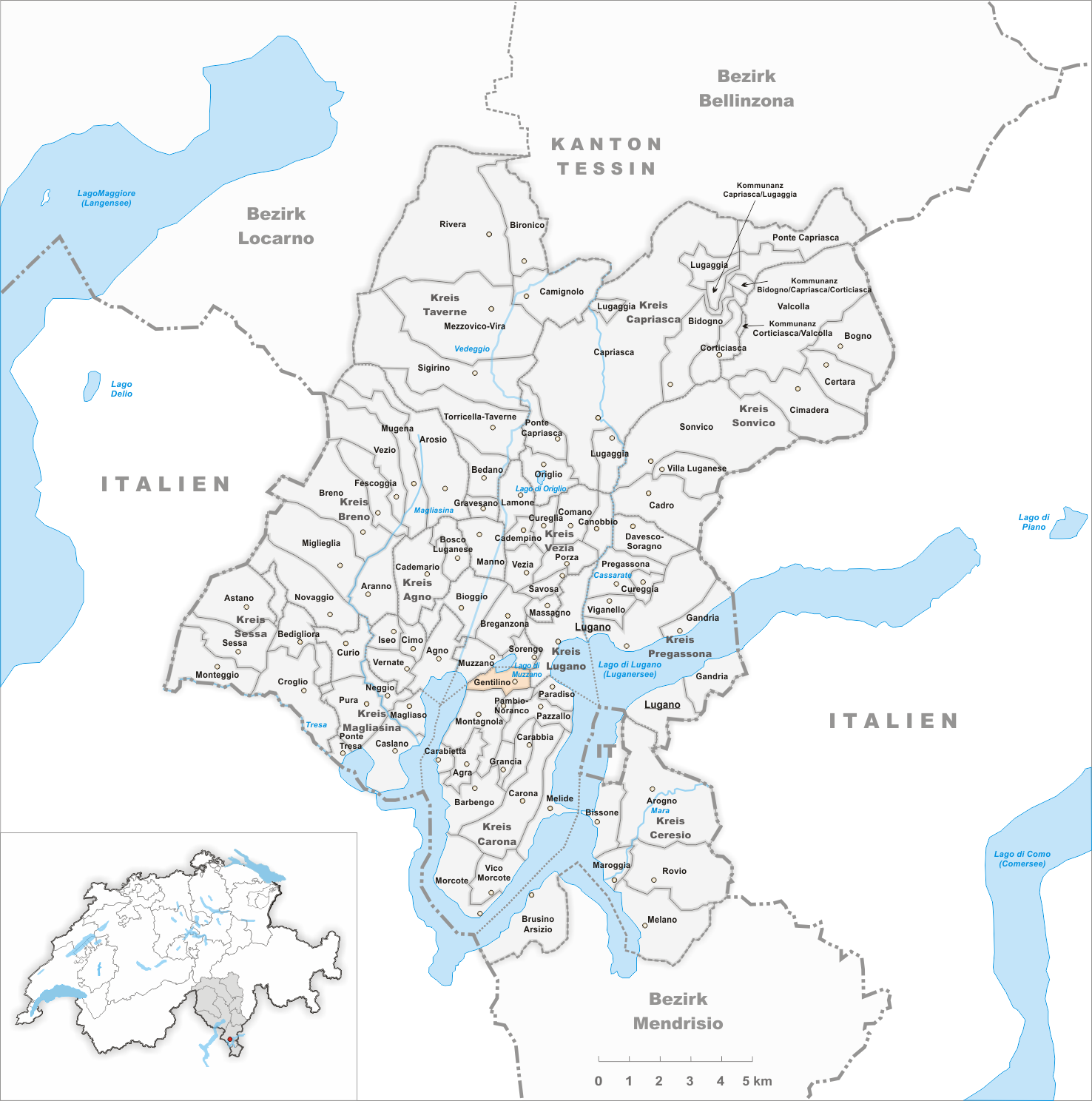
Gemeindestand vor der Fusion am 4. April 2004

Gentilino (Gentilìn in Tessiner Dialekt) ist eine Ortschaft der Gemeinde Collina d’Oro im Kreis Paradiso, im Bezirk Lugano im Süden des Schweizer Kantons Tessin.

## Geographie
Das Dorf liegt auf 390 m ü. M. auf dem Höhenzug d’Oro; 3,5 km südwestlich des Bahnhofs Lugano der Schweizerischen Bundesbahnen.

## Geschichte
Eine erste Erwähnung findet das Dorf im Jahre 1210 unter dem damaligen Namen Gentarino.

## Gemeindefusion
Bis zum 4. April 2004 war Gentilino eine eigenständige politische Gemeinde, wurde dann jedoch in einer Gemeindereform mit Agra und Montagnola zu der neuen Gemeinde Collina d’Oro zusammengefasst.

## Bevölkerung
Einwohnerzahlen: Volkszählungsdaten   Zahlen bis/mit 1769 inkl. Montagnola

## Sehenswürdigkeiten

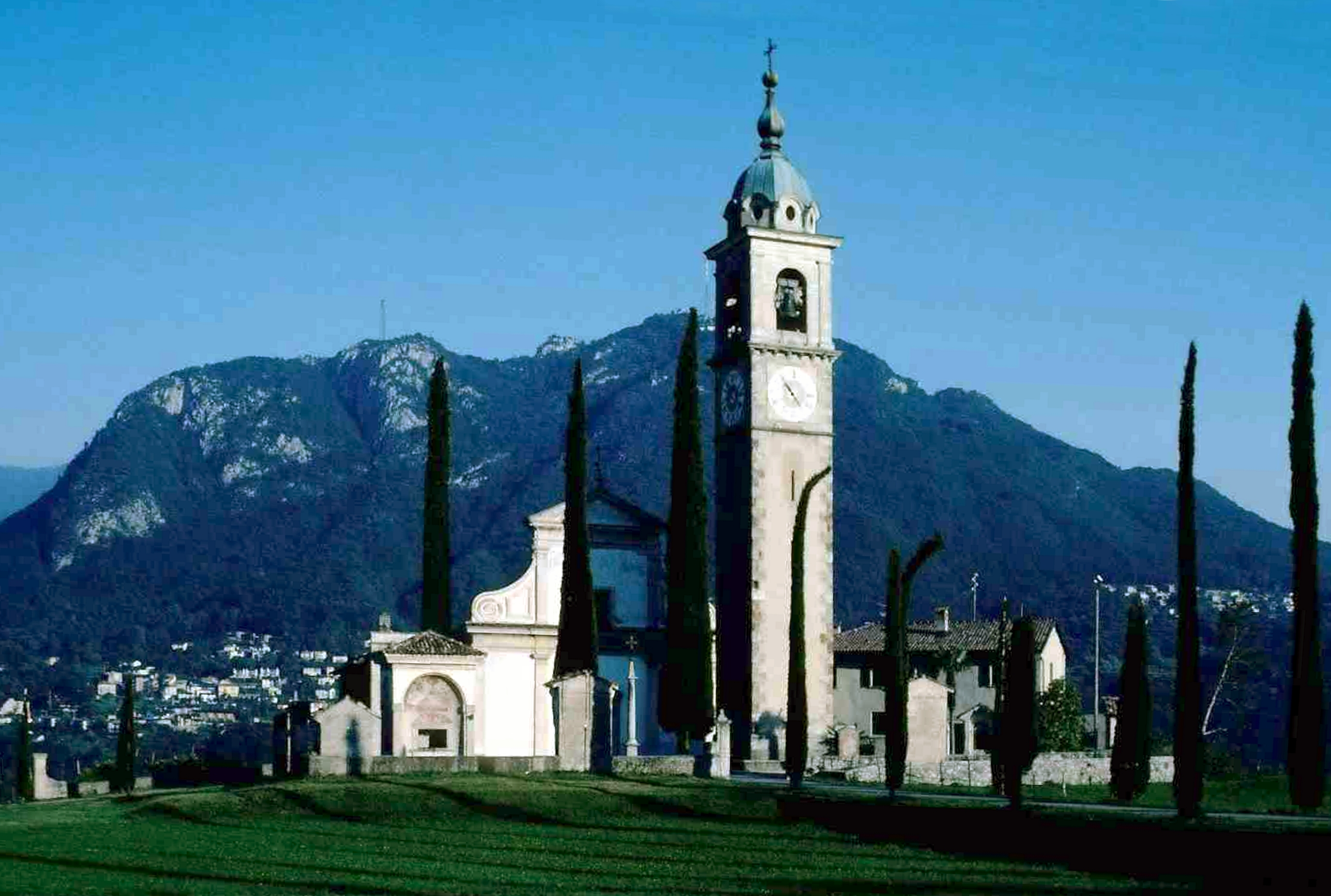
Kirche Sant’Abbondio und Monte San Salvatore im Hintergrund

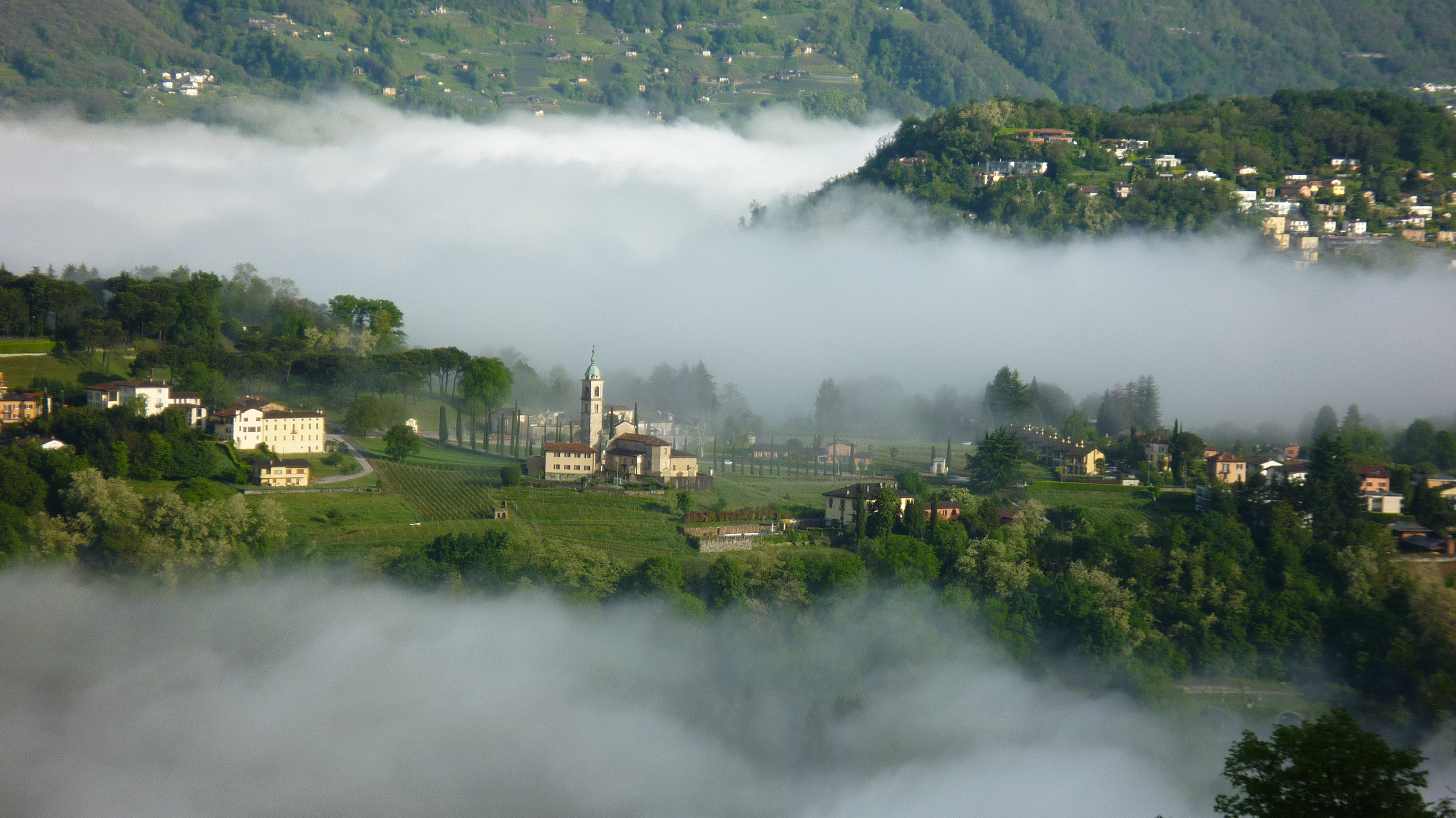
Sant’Abbondio von Osten aus gesehen

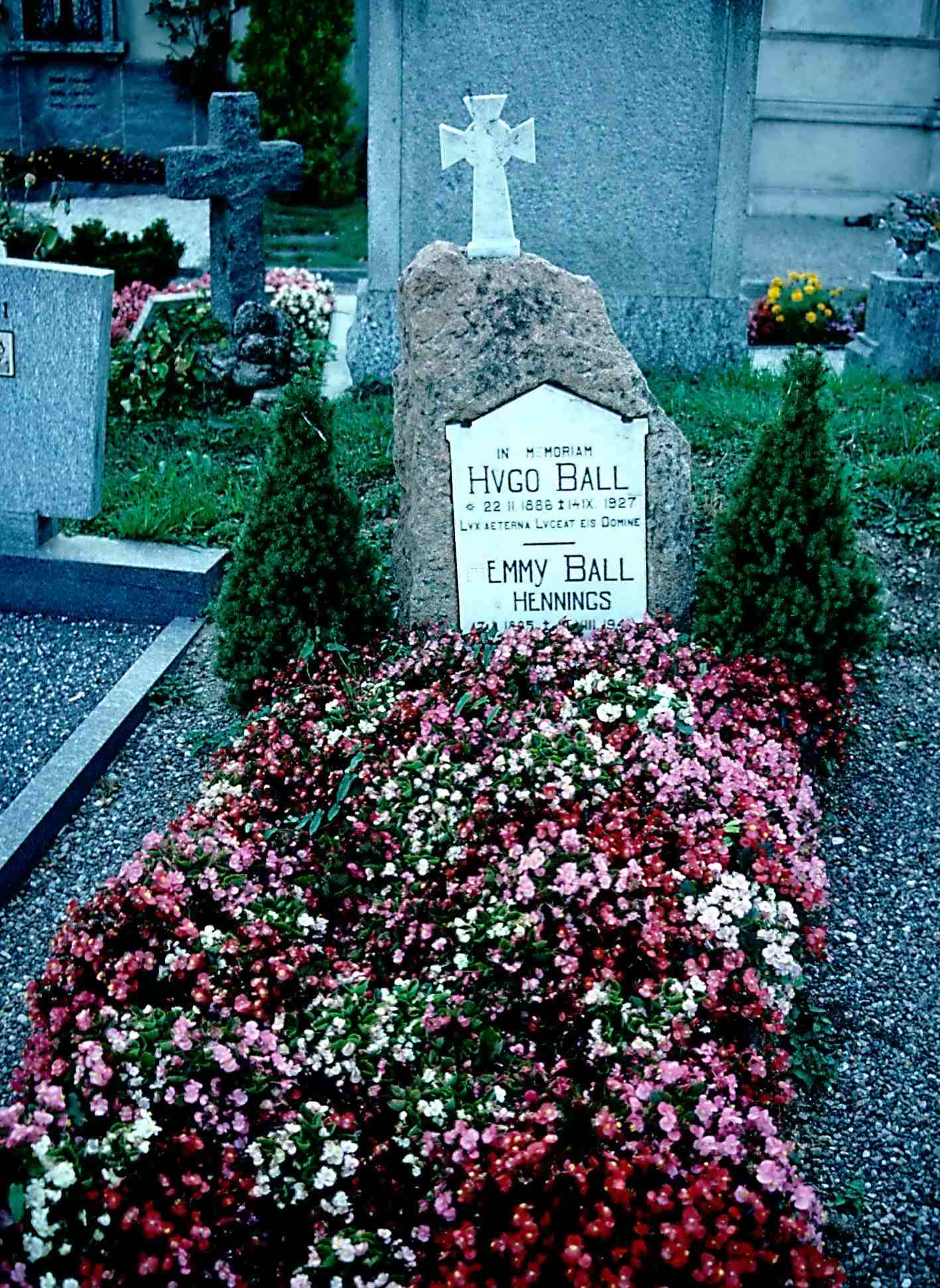
Grab von Hugo Ball und Emmy Ball-Hennings (1978)

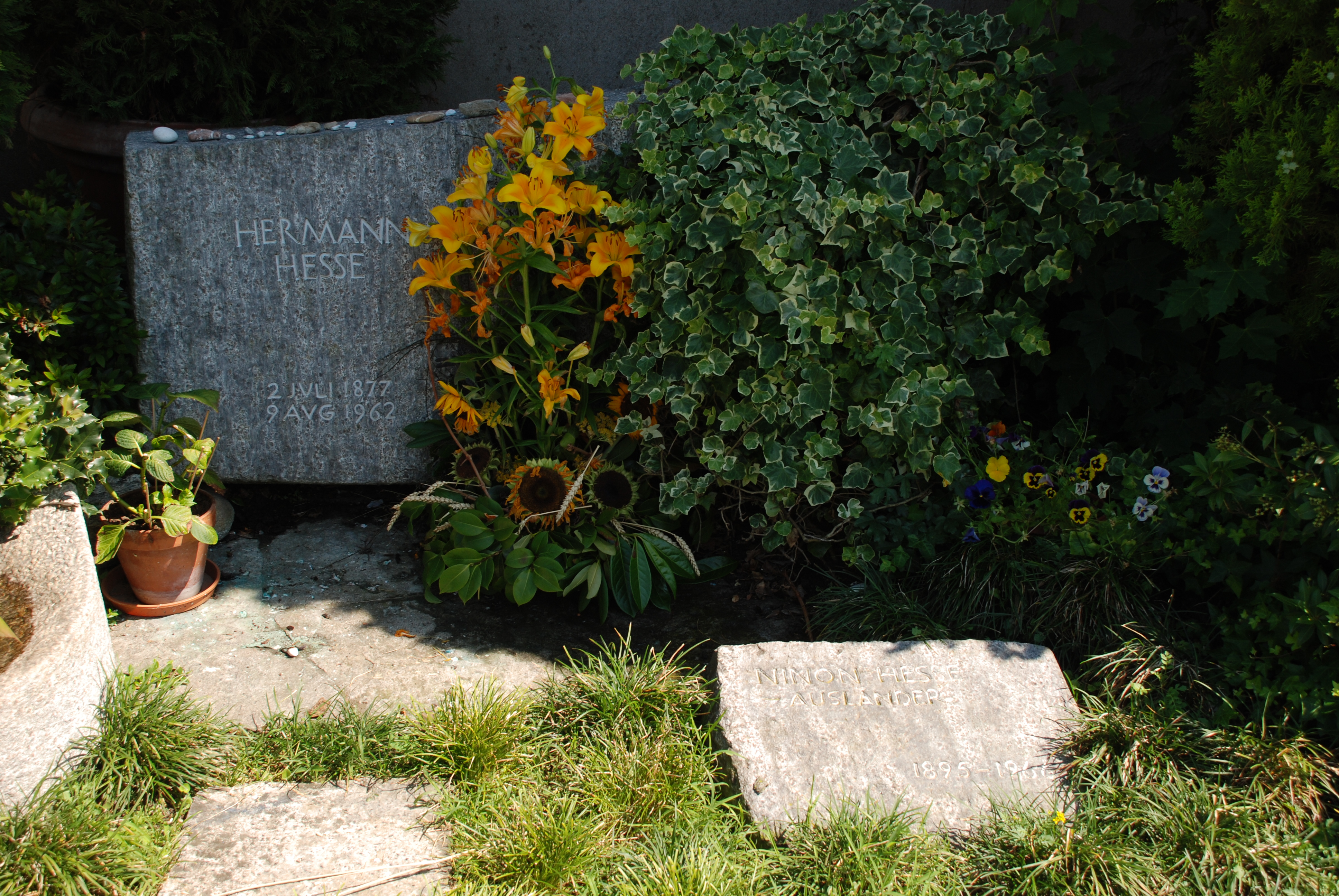
Grablege von Hermann Hesse

Die Kirche Sant’Abbondio ist im Inventar der schützenswerten Ortsbilder der Schweiz (ISOS) als schützenswertes Ortsbild der Schweiz von nationaler Bedeutung eingestuft.

### Sakrale Bauten
- Kirche Sant’Abbondio[4][5]
- Museo di arte sacra bewahrt das Bild San Teodoro vescovo des Malers Luigi Reali (1628)[6][4][7]
- Beinhaus[4]
- Kreuzweg[4]
- Neoklassischer Friedhof[4][8]
- Betkapelle San Pietro mit Fresko des Malers Emilio Ferrazzini (1934)[9][4]
- Oratorium Presentazione di Gesù al Tempio im Ortsteil Ca’ di Sotto[4]
- Oratorium San Giovanni Evangelista im Ortsteil Viglio[4].

### Zivile Bauten
- Wohnhaus Somazzi in Via Ca’ di Sotto 15 mit Sgraffito auf der Fassade (16. Jahrhundert)[4]
- Neoklassische Villa Donini in Via Bora da Besa 2 (1889)[4]
- Villa von Pasquale Lucchini in Via Chioso 1[4]
- Palazzo Bora da Besa (1925), Architekt: Americo Marazzi[4]
- Palazzo Francesco Somazzi[4]
- Wohnhaus Balmelli[4]
- Palazzo Sant’Abbondio[4]
- Einfamilienhaus in Via ai Canvetti (1965/1966), Architekt: Tita Carloni[4]
- Einfamilienhaus in Via ai Grotti 12 (1969/1970), Architekten: Mauro Buletti, Paolo Fumagalli[4]
- Villa Argentina im Ortsteil Viglio mit Fresko Pietà über dem Portal[4].

## Kultur
- Archivio Comunale Gentilino[10]
- Fondazione Circolo Franchi Liberali e Filarmonica Liberale-Radicale Collina d’Oro[11]
- Fondazione Balart[12]

## Industrie
- Hawe-Neos Dental[13]